# 2022년 동계 올림픽 쇼트트랙 남자 1500m
2022년 동계 올림픽 쇼트트랙 남자 1500m는 2022년 2월 9일 중화인민공화국 베이징 국가 스피드 스케이팅 체육장에서 진행되었다. 대한민국의 황대헌이 본인의 올림픽 첫 금메달이자, 2022년 베이징 동계올림픽 대한민국 선수단 첫 금메달을 획득하였고, 캐나다의 스티븐 뒤부아가 은메달을, 러시아 올림픽 위원회 소속 세묜 옐리스트라토프가 동메달을 차지했다. 준결승에서 유례없이 많은 실격 판정이 나와 어드밴스드로 진출하는 선수가 많았기에 결승전 A조 (메달결정전)에서는 10명의 선수가 경기에 나서는 진풍경이 펼쳐졌다. 한편 그 전날 남자 1000m에서 전원 결승에 올랐던 중국 대표팀은 한 명도 결승에 진출하지 못했다.
지난 대회 2018년 평창 동계올림픽에서 우승 차지와 동시에 올림픽 신기록을 세웠던 대한민국 (당시)의 임효준은 이번 대회에 불참하였고, 은메달리스트이자 세계기록 보유자 싱키 크네흐트와 동메달리스트 세묜 옐리스트라토프는 이번 대회 출전권을 따냈다. 한편 2021년 세계 쇼트트랙 선수권 대회 1500m에서는 많은 정상급 선수들이 불참한 가운데 캐나다의 찰스 해믈린이 우승을 차지하였고, 이츠학 더 라트가 2위, 옐리스트라토프가 3위를 차지했다. 2021-22 ISU 쇼트트랙 월드컵 1500m 종목에서는 올림픽 직전 치러진 4경기에서 런쯔웨이가 1위, 옐리스트라토프가 2위, 박장혁이 3위를 차지했다.

## 예선
2021-22 ISU 쇼트트랙 월드컵 기간의 경기 결과를 토대로 상위 36위까지 각 국가에 올림픽 출전권이 부여된다. 한 국가당 최대 3명까지 출전권이 부여되며, 초과된 만큼 그 다음 순위의 국가에게 양보된다. 단, 출전권 부여 대상자가 각 성별당 할당치인 56명을 초과해서는 안 된다.

## 기록
이 대회 전까지의 세계기록과 올림픽 기록은 다음과 같았다.
| 유형 | 선수                | 기록     | 장소                | 날짜             |
| ---- | ------------------- | -------- | ------------------- | ---------------- |
|      | 싱키 크네흐트 (NED) | 2:07.943 | 미국 솔트레이크시티 | 2016년 11월 13일 |
|      | 임효준 (KOR)        | 2:10.485 | 대한민국 강릉시     | 2018년 2월 10일  |

이번 대회에서 다음과 같은 신기록이 세워졌다.
| 날짜    | 라운드     | 선수             | 국가   | 시간     | 기록 | 출처  |
| ------- | ---------- | ---------------- | ------ | -------- | ---- | ----- |
| 2월 9일 | 준결승 1조 | 류 샤오린 샨도르 | 헝가리 | 2:09.213 | OR   | [ 5 ] |

## 결과

### 예선
Q – 준준결승에 진출
ADV – 피반칙으로 진출
PEN – 페널티
| 순위 | 조 | 이름                    | 국가                 | 시간     | 비고  |
| ---- | -- | ----------------------- | -------------------- | -------- | ----- |
| 1    | 1  | 류 샤오린 샨도르        | 헝가리               | 2:09.213 | Q, OR |
| 2    | 1  | 파스칼 디옹             | 캐나다               | 2:09.723 | Q     |
| 3    | 1  | 데니스 아이라페탼       | 러시아 올림픽 위원회 | 2:09.776 | Q     |
| 4    | 1  | 블라디슬라브 비카노브   | 이스라엘             | 2:09.932 | q     |
| 5    | 1  | 로베르츠 크루즈베르크스 | 라트비아             | 2:10.999 |       |
| 6    | 1  | 미하우 니에빈스키       | 폴란드               | 2:12.852 |       |
| 1    | 2  | 이준서                  | 대한민국             | 2:18.630 | Q     |
| 2    | 2  | 스벤 루스               | 네덜란드             | 2:18.687 | Q     |
| 3    | 2  | 스테인 데스멋           | 벨기에               | 2:19.112 | Q     |
| 4    | 2  | 쑨룽                    | 중화인민공화국       | 2:19.244 |       |
| 5    | 2  | 앤드루 허               | 미국                 | 2:19.482 |       |
|      | 2  | 피에트로 시겔           | 이탈리아             |          | PEN   |
| 1    | 3  | 황대헌                  | 대한민국             | 2:14.910 | Q     |
| 2    | 3  | 세묜 옐리스트라토프     | 러시아 올림픽 위원회 | 2:15.094 | Q     |
| 3    | 3  | 스티븐 뒤부아           | 캐나다               | 2:15.123 | Q     |
| 4    | 3  | 기쿠치 고타             | 일본                 | 2:15.243 |       |
| 5    | 3  | 레이니스 베르진슈       | 라트비아             | 2:15.371 | ADV   |
|      | 3  | 라이언 피비로토         | 미국                 |          | PEN   |
| 1    | 4  | 샤를 아믈랭             | 캐나다               | 2:11.239 | Q     |
| 2    | 4  | 아딜 갈리아흐메토프     | 카자흐스탄           | 2:11.823 | Q     |
| 3    | 4  | 박장혁                  | 대한민국             | 2:12.116 | Q     |
| 4    | 4  | 캉탱 페르코크           | 프랑스               | 2:15.347 |       |
| 5    | 4  | 이츠학 더 라트          | 네덜란드             | 3:08.907 |       |
|      | 4  | 데니스 니키샤           | 카자흐스탄           |          | PEN   |
| 1    | 5  | 싱키 크네흐트           | 네덜란드             | 2:12.208 | Q     |
| 2    | 5  | 요시나가 가즈키         | 일본                 | 2:12.450 | Q     |
| 3    | 5  | 존헨리 크루거           | 헝가리               | 2:12.525 | Q     |
| 4    | 5  | 유리 콘포르톨라         | 이탈리아             | 2:12.853 | q     |
| 5    | 5  | 미야타 쇼고             | 일본                 | 2:13.799 |       |
| 6    | 5  | 장톈이                  | 중화인민공화국       | No time  |       |
| 1    | 6  | 런쯔웨이                | 중화인민공화국       | 2:15.084 | Q     |
| 2    | 6  | 류 샤오앙               | 헝가리               | 2:15.376 | Q     |
| 3    | 6  | 패럴 트레이시           | 영국                 | 2:16.880 | Q     |
| 4    | 6  | 다닐 예이보크           | 러시아 올림픽 위원회 | 2:16.975 |       |
| 5    | 6  | 세바스티앙 르파프       | 프랑스               | 2:41.547 |       |
| 6    | 6  | 루카 슈페헨하우저       | 이탈리아             | 2:56.796 |       |

### 준결승
QA – 결승 A조 진출
QB – 결승 B조 진출
| 순위 | 조 | 이름                  | 국가                 | 시간     | 비고 |
| ---- | -- | --------------------- | -------------------- | -------- | ---- |
| 1    | 1  | 이준서                | 대한민국             | 2:10.586 | QA   |
| 2    | 1  | 류 샤오린 샨도르      | 헝가리               | 2:10.685 | QA   |
| 3    | 1  | 데니스 아이라페탼     | 러시아 올림픽 위원회 | 2:10.773 | QB   |
| 4    | 1  | 스벤 루스             | 네덜란드             | 2:10.841 | QB   |
| 5    | 1  | 스테인 데스멋         | 벨기에               | 2:11.169 | QB   |
| 6    | 1  | 블라디슬라브 비카노브 | 이스라엘             | 2:13.491 |      |
| 7    | 1  | 파스칼 디옹           | 캐나다               | 2:15.271 |      |
| 1    | 2  | 황대헌                | 대한민국             | 2:13.188 | QA   |
| 2    | 2  | 세묜 옐리스트라토프   | 러시아 올림픽 위원회 | 2:13.229 | QA   |
| 3    | 2  | 요시나가 가즈키       | 일본                 | 2:14.014 | QB   |
| 4    | 2  | 레이니스 베르진슈     | 라트비아             | 2:14.714 | QB   |
| 5    | 2  | 존헨리 크루거         | 헝가리               | 2:18.671 | ADVB |
| 6    | 2  | 스티븐 뒤부아         | 캐나다               | 2:38.000 | ADVA |
|      | 2  | 싱키 크네흐트         | 네덜란드             |          | PEN  |
| 1    | 3  | 류 샤오앙             | 헝가리               | 2:12.519 | QA   |
| 2    | 3  | 박장혁                | 대한민국             | 2:12.751 | QA   |
| 3    | 3  | 패럴 트레이시         | 영국                 | 2:13.736 | ADVA |
| 4    | 3  | 아딜 갈리아흐메토프   | 카자흐스탄           | 2:18.291 | ADVA |
| 5    | 3  | 유리 콘포르톨라       | 이탈리아             | No time  | ADVA |
|      | 3  | 런쯔웨이              | 중화인민공화국       |          | PEN  |
|      | 3  | 샤를 아믈랭           | 캐나다               |          | PEN  |

### 결승

#### 결승 B조
| 순위 | 이름              | 국가                 | 시간     | 비고 |
| ---- | ----------------- | -------------------- | -------- | ---- |
| 11   | 존헨리 크루거     | 헝가리               | 2:18.059 |      |
| 12   | 데니스 아이라페탼 | 러시아 올림픽 위원회 | 2:18.076 |      |
| 13   | 스테인 데스멋     | 벨기에               | 2:18.278 |      |
| 14   | 스벤 루스         | 네덜란드             | 2:18.299 |      |
| 15   | 레이니스 베르진슈 | 라트비아             | 2:18.499 |      |
| 16   | 요시나가 가즈키   | 일본                 | 2:18.585 |      |

#### 결승 A조
A조는 1~10위에 해당되는 메달 결정전이다.
| 순위 | 이름                | 국가                 | 시간     | 비고 |
| ---- | ------------------- | -------------------- | -------- | ---- |
| 1    | 황대헌              | 대한민국             | 2:09.219 |      |
| 2    | 스티븐 뒤부아       | 캐나다               | 2:09.254 |      |
| 3    | 세묜 옐리스트라토프 | 러시아 올림픽 위원회 | 2:09.267 |      |
| 4    | 류 샤오앙           | 헝가리               | 2:09.409 |      |
| 5    | 이준서              | 대한민국             | 2:09.622 |      |
| 6    | 류 샤오린 샨도르    | 헝가리               | 2:09.953 |      |
| 7    | 박장혁              | 대한민국             | 2:10.176 |      |
| 8    | 아딜 갈리아흐메토프 | 카자흐스탄           | 2:11.584 |      |
| 9    | 패럴 트레이시       | 영국                 | 2:11.988 |      |
| 10   | 유리 콘포르톨라     | 이탈리아             | 2:12.384 |      |